# Ogorevc
Ogorevc – wieś w Słowenii, w gminie Štore. W 2018 roku liczyła 86 mieszkańców.